# Parafia św. Izydora w Kielcach-Posłowicach
Parafia Świętego Izydora w Kielcach-Posłowicach – parafia rzymskokatolicka w Kielcach. Należy do dekanatu Kielce-Południe diecezji kieleckiej. Założona w 1981. Jest obsługiwana przez księży diecezjalnych. Mieści się przy ulicy Posłowickiej.